# John Bulwer
John Bulwer, baptisé le 16 mai 1606 à Londres dans le Royaume d'Angleterre et mort le 1er octobre 1656, est un médecin anglais et un philosophe naturel baconien. 

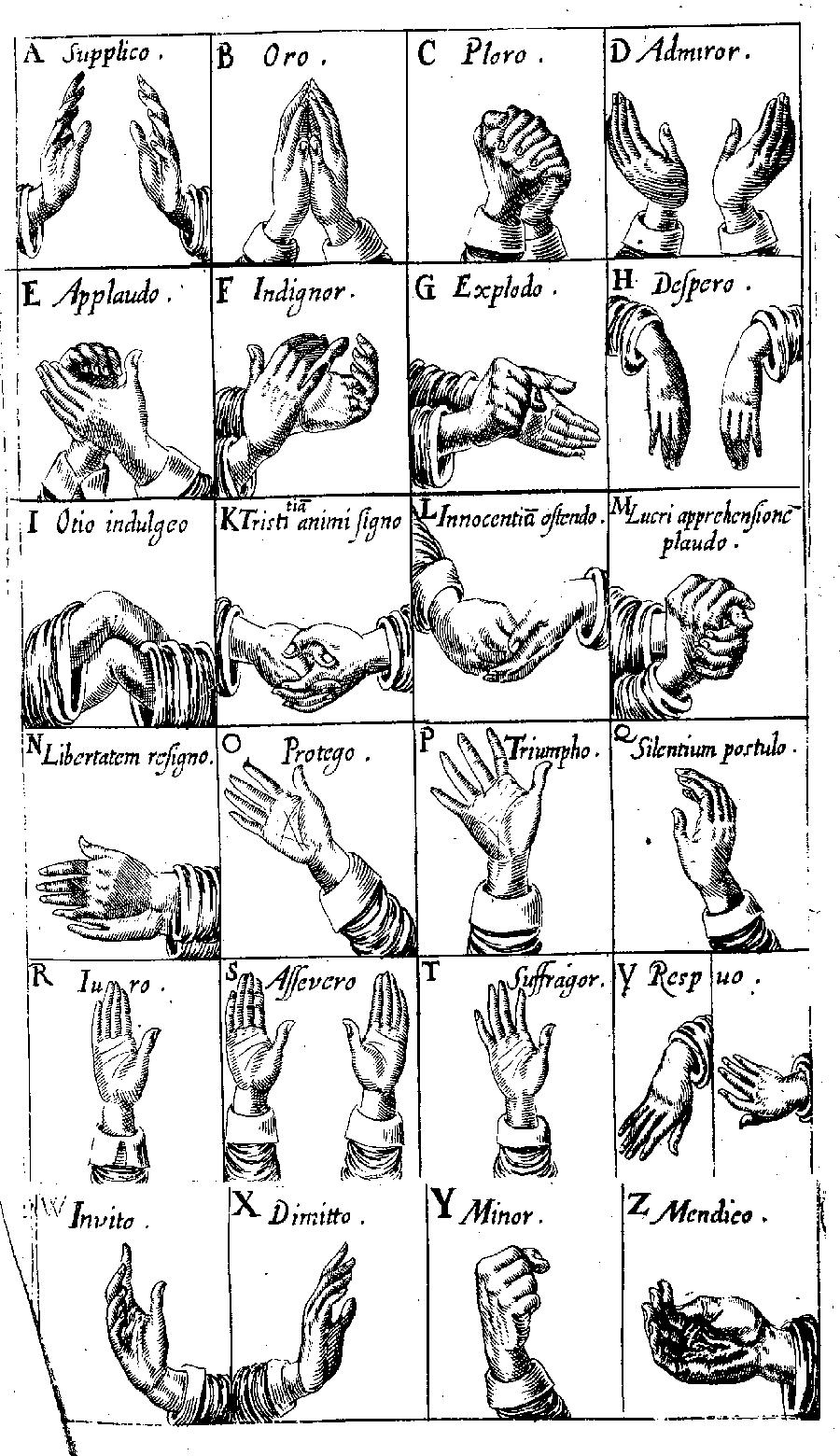
Planche du livre Chirologia, 1644.

Il écrit cinq ouvrages traitant de l'exploration du corps et de la communication humaine, en particulier de la gestuelle des doigts et des mains et est la première personne en Angleterre à proposer d'éduquer les personnes sourdes, en planifiant une académie qu'il décrit dans Philocophus et The Dumbe mans academie.